# Divécs
Divécs (románul: Divici, szerbül: Дивић) falu Romániában, a Bánságban, Krassó-Szörény megyében. Az első világháborúig Krassó-Szörény vármegye Újmoldovai járásához tartozott.

## Nevének változásai
1840-ben Divris, 1873-1900-ig Divics az elnevezése.

## Népessége
- 1900-ban 707 lakosából 595 volt szerb, 104 román, 7 német és 1 magyar anyanyelvű; 699 ortodox és 8 zsidó vallású.
- 1992-ben 382 lakosából 344 volt szerb, 31 román, 3 német, 2 cseh, 1 ukrán és 1 magyar nemzetiségű, 380 volt ortodox, 1 görögkatolikus és 1 római katolikus vallású.